# Famille Balogh de Galántha
 (juillet 2024).
La famille Balogh de Galántha (en hongrois: nebojszai és galánthai nemes és gróf Balogh) est une famille noble hongroise . Elle a le titre de comte.

## Histoire
Cette famille est originaire du comté de Pozsony, dans l'ancien royaume de Hongrie.

## Personnalités
- Ferenc Balogh de Galántha, commandant de la forteresse (várnagy) de Sempte au XVIe siècle. Il reçoit le don de blason en 1552.
- Miklós Balogh de Galántha (1625-1689), évêque de Vác.
- János Balogh de Galántha (XVIIe siècle), vice-comte-suprême (alispán) du comté de Gömör, juge à la Table du Conseil (tábla bírája).
- István Balogh de Galántha, vice-comte-suprême du comté de Bars. Frère du précédent.
- comte László Balogh de Galántha, trésorier royal (altárnok) en 1760 puis archiviste du royaume (országos levéltárnok). Il reçoit le titre de comte en 1773.
- János III Balogh de Galántha (1757-1764), vice-comte-suprême de Gömör, conseiller.
- István II Balogh de Galántha, frère du précédent, vice-comte-suprême de Bars.
- János Balogh de Galántha (1759-1827) (hu), greffier en chef (tiszteletbeli főjegyző) du comté de Bars puis de Komárom (1794), vice-comte-suprême du comté de Komárom (1806), représentant du comté de Bars (1811, 1825/27).
- János Balogh de Galántha (1796–1872) (hu), fils du précédent. Alispán de Bars, membre du Parlement, député, officier, commissaire du gouvernement. Il participe à la révolution hongroise de 1848 comme commandant de brigade. Après la défaite Temesvár (en), il émigre en Turquie à la suite du général Bem. Condamné à mort par  contumace, il est néanmoins autorisé à revenir en Hongrie pour ses vieux jours.

Les derniers membres de cette famille sont Viktor Balogh de Galántha, capitaine de Hussard, et János Balogh de Galántha, propriétaire à Barsendréd.